# Symmacra regularis
Symmacra regularis là một loài bướm đêm trong họ Geometridae.